# اسکار مارتینز
اسکار مارتینز یک شخصیت تخیلی در مجموعه تلویزیونی شبه مستند اداره با بازی بازیگر کوبایی اسکار نونز است. مارتینز در زمان پخش سریال یکی از معدود شخصیت‌های آشکارا همجنسگرا در پخش تلویزیونی بود. نونز، که صریح است، هنگام ورود به سیستم ابتدا نمی‌دانست که شخصیت وی ممکن است همجنسگرا باشد. برای فصل تلویزیونی ۲۰۰۶–۲۰۰۷، گلاد گزارش داد که او تنها شخصیت ال‌جی‌بی‌تی یا یک شخصیت رنگین‌پوست در یک سریال معمولی است. برای فصل تلویزیونی ۲۰۰۷–۲۰۰۷ او «تنها شخصیت همجنسگرا باقی مانده در یک برنامه کمدی نیم ساعته» و تنها شخصیت اصلی همجنسگرا بود که فردی رنگین‌پوست است.

## زندگی‌نامه
اسکار از سال ۱۹۹۹ در داندر میفلین کار کرده است. او آشکارا همجنسگرا و در گذشته با شریک زندگی خود، گیل زندگی می‌کرد. حتی پس از افشا کردن، مایکل معتقد بود که گیل فقط هم‌اتاقی اسکار است («شکار جادوگر گی»).
در یک صحنه حذف شده از «شکار جادوگر گی»، اسکار توضیح می‌دهد که در واقع وی در جریان مصاحبه شغلی خود مایکل را از همجنسگرایی خود آگاه کرده است. این امر باعث خنده مکرر مایکل شد و او اسکار را در همان‌جا استخدام کرد زیرا «بامزه‌ترین شخصی بود که [مایکل] تاکنون ملاقات کرده بود». اسکار سپس از ترس از دست دادن شغل خود گرایش جنسی خود را از دید همکارانش پنهان کرد.
در فصل‌های ابتدایی، وی در حال رانندگی با ساترن آیون دیده می‌شود. این همان خودرویی است که بعداً آنجلا رانندگی می‌کند. با این حال، او در فصل سوم در حال رانندگی با یک لکسوس آرایکس، یک ماشین شرکتی که به دلیل تفرج ناخواسته توسط مایکل به او قرض داده شد، دیده می‌شود. شرکت همچنین در ازای قول عدم شکایت از آنها سه ماه مرخصی استحقاقی به وی داد.